# Propiedad universal

El diagrama típico de la definición de un morfismo universal.

En matemáticas, más específicamente en la teoría de categorías, una propiedad universal es una propiedad que caracteriza salvo isomorfismo el resultado de algunas construcciones. Por lo tanto, las propiedades universales se pueden utilizar para definir o caracterizar algunos objetos, independientemente del método elegido para construirlos. Por ejemplo, las definiciones de los números enteros a partir de los números naturales, de los números racionales a partir de los números enteros, de los números reales a partir de los números racionales y de los anillos polinómicos del campo de sus coeficientes se pueden hacer en términos de propiedades universales. En particular, el concepto de propiedad universal permite una demostración simple de que todas las construcciones de números reales son equivalentes: basta con probar que satisfacen la misma propiedad universal.
Técnicamente, una propiedad universal se define en términos de categorías y funtores por medio de un morfismo universal (ver la definición formal, abajo). Los morfismos universales también pueden ser concebidos de manera más abstracta como objetos iniciales o terminales de una categoría de coma.
Las propiedades universales ocurren en casi todas partes en matemáticas, y el uso del concepto permite el uso de propiedades generales de las propiedades universales para probar fácilmente algunas propiedades que de otro modo necesitarían verificaciones aburridas. Por ejemplo, dado un anillo conmutativo {\displaystyle R}, el cuerpo de fracciones del anillo cociente de {\displaystyle R} por un ideal primo {\displaystyle p} puede identificarse con el cuerpo de residuos de la localización de {\displaystyle R} en {\displaystyle p}; es decir, {\displaystyle R_{p}/pR_{p}\cong \operatorname {Frac} (R/p)} (todas estas construcciones se pueden definir mediante propiedades universales).
Otros objetos que pueden definirse por propiedades universales incluyen: todos los objetos libres, productos directos y sumas directas, grupos libres, retículos libres, grupo de Grothendieck, compleción de un espacio métrico, compleción de un anillo, topología producto, compactificación de Stone-Čech, producto tensorial, límite inverso y límite directo,  kernels y cokernels, grupos cociente, espacio vectorial cocientes, y otros espacio de cocientes.

## Motivación
Antes de dar una definición formal de las propiedades universales, ofrecemos algunas motivaciones para estudiar tales construcciones.
- Los detalles concretos de una construcción dada pueden ser desordenados, pero si la construcción satisface una propiedad universal, uno puede olvidar todos esos detalles: todo lo que hay que saber sobre la construcción ya está contenido en la propiedad universal. Las pruebas a menudo se vuelven cortas y elegantes si se usa la propiedad universal en lugar de los detalles concretos. Por ejemplo, el álgebra tensorial de un espacio vectorial es un poco complicada de construir, pero mucho más fácil de manejar por su propiedad universal.
- Las propiedades universales definen los objetos de manera única hasta un isomorfismo único.[1] Por lo tanto, una estrategia para demostrar que dos objetos son isomórficos es mostrar que satisfacen la misma propiedad universal.
- Las construcciones universales son de naturaleza funcional: si uno puede llevar a cabo la construcción para cada objeto en una categoría C, entonces se obtiene un funtor en C. Además, este funtor es un adjunto derecho o izquierdo al funtor U utilizado en la definición de la propiedad universal.[2]
- Las propiedades universales ocurren en todas partes en las matemáticas. Al comprender sus propiedades abstractas, se obtiene información sobre todas estas construcciones y se puede evitar repetir el mismo análisis para cada caso individual.

## Definición formal
Para entender la definición de una construcción universal, es importante considerar algunos ejemplos. Las construcciones universales no se definieron de la nada, sino que se definieron después de que los matemáticos comenzaron a notar un patrón en muchas construcciones matemáticas (ver ejemplos a continuación). Por lo tanto, la definición puede no tener sentido para uno al principio, pero queda aclarada cuando se reconcilia con ejemplos concretos.
Sea {\displaystyle F:{\mathcal {C}}\to {\mathcal {D}}} un funtor entre las categorías {\displaystyle {\mathcal {C}}} y {\displaystyle {\mathcal {D}}}. En lo que sigue, sea {\displaystyle X} un objeto de {\displaystyle {\mathcal {D}}}, {\displaystyle A} y {\displaystyle A'} sean objetos de {\displaystyle {\mathcal {C}}}, y {\displaystyle h:A\to A'} ser un morfismo en {\displaystyle {\mathcal {C}}}.
A continuación, el funtor {\displaystyle F} mapea {\displaystyle A}, {\displaystyle A'} y {\displaystyle h} en {\displaystyle {\mathcal {C}}} a {\displaystyle F(A)}, {\displaystyle F(A')} y {\displaystyle F(h)} en {\displaystyle {\mathcal {D}}}.
Un morfismo universal de {\displaystyle X} a {\displaystyle F} es un par único {\displaystyle (A,u:X\to F(A))} en {\displaystyle {\mathcal {D}}} que tiene la siguiente propiedad, comúnmente conocida como una propiedad universal:
Para cualquier morfismo de la forma {\displaystyle f:X\to F(A')} en {\displaystyle {\mathcal {D}}}, existe un morfismo único {\displaystyle h:A\to A'} en {\displaystyle {\mathcal {C}}} tal que el siguiente diagrama conmuta:
Podemos dualizar este concepto categórico. Un morfismo universal de {\displaystyle F} a {\displaystyle X} es un par único {\displaystyle (A,u:F(A)\to X)} que satisface la siguiente propiedad universal:
Para cualquier morfismo de la forma {\displaystyle f:F(A')\to X} en {\displaystyle {\mathcal {D}}}, existe un morfismo único {\displaystyle h:A'\to A} en {\displaystyle {\mathcal {C}}} tal que el siguiente diagrama conmuta:
Téngase en cuenta que en cada definición, las flechas están invertidas. Ambas definiciones son necesarias para describir las construcciones universales que aparecen en matemáticas; pero también surgen debido a la dualidad inherente presente en la teoría de categorías.
En cualquier caso, decimos que el par {\displaystyle (A,u)} que se comporta como arriba satisface una propiedad universal.